# Blanzac-Porcheresse
Blanzac-Porcheresse – miejscowość i dawna gmina we Francji, w regionie Nowa Akwitania, w departamencie Charente. W 2013 roku populacja gminy wynosiła 833 mieszkańców. 
W dniu 1 stycznia 2017 roku z połączenia dwóch ówczesnych gmin – Blanzac-Porcheresse oraz Cressac-Saint-Genis – utworzono nową gminę Coteaux-du-Blanzacais. Siedzibą gminy została miejscowość Blanzac-Porcheresse. 